# JinJin
Park Jin-woo (hangul: 박진우; ur. 15 marca 1996), znany pod pseudonimem scenicznym JinJin (hangul: 진진) – południowokoreański raper, wokalista, autor tekstów, kompozytor, tancerz, aktor, model i perkusista w agencji Fantagio. Jest liderem południowo-koreańskiej grupy Astro i członkiem jej drugiego sub-unitu JinJin&Rocky.

## Życie prywatne
Urodził się w Ilsan w Seulu. Ma starszego brata o imieniu Park Jin-hyung. Rodzice JinJina ufali mu i wspierali go gdy powiedział, że chce zostać piosenkarzem ponieważ miał szczególny talent do muzyki od małego. Są wielkim wsparciem dla JinJina, zawsze kiedy się z czymś zmaga lub jest zmęczony.
Uczęszczał do szkoł podstawowej i gimnazjum Hansu. Następnie był uczniem w NY Dance Academy w Ilsan. Kiedy w 2013 dołączył do programu Fantagio "iTeen" przeniósł się do Hanlim Arts School, gdzie ukończył naukę na kierunku – Practical Dance. Zaczął uczęszczać do Global Cyber University na kierunek Entertainment&Media.
JinJin powiedział, że gdyby nie został piosenkarzem to pewnie byłby perkusistą. "Mój tata grał w zespole na perkusji. Grałem na perkusji od 5 klasy podstawowej do 2 klasy w gimnazjum. Bardzo interesowałem się zespołami, ale też sam występowałem na wielu akademiach. Dzięki temu że tata grał w zespole nauka gry na perkusji przyszła mi bardzo naturalnie."

## Przed debiutem
"Kiedy miałem około 7 lat, razem z mamą oglądałem program w którym pojawił się Rain. Mama widząc jak tańczy powiedziała, "On jest super". Kiedy to usłyszałem, pomyślałem że też chce być w telewizji i słyszeć „wow, jesteś super”. Właśnie wtedy zacząłem marzyć o zostaniu piosenkarzem."
Jednak droga do tego celu nie była łatwa i prosta. JinJin podzielił się swoimi odczuciami z okresu programu iTeen.
"Zanim powstało Astro, mieliśmy 8 tygodniowy program przetrwania. Program nazywał się "Rising Star". Musieliśmy przygotowywać po 4 występy w tygodniu. Wielu adeptów było bardzo ze sobą rywalizowało i ciężko było tym wszystkim zarządzić bo musieliśmy pracować razem żeby coś stworzyć. Myśle że to był najtrudniejszy proces. Mogłem się wiele nauczyć przechodząc przez to wszystko. Całe to przeżycie poprowadziło mnie w dobra stronę i zaowocowało to debiutem."

## Lider
W szkole podstawowej, gimnazjum i liceum często był przewodniczącym lub wiceprzewodniczącym klasy. Mówi, że koledzy go słuchali dzięki jego dobrej umiejętności słuchania innych. Miał bardzo dobre relacje w męską jak i żeńską częścią klasy.

Podczas wizyty w radiu host programu zapytał JinJina czy jest najstarszy w Astro, kiedy usłyszał, że najstarszy jest MJ spytał dlaczego drugi najstarszy został liderem. JinJin wyjaśnił, że przed przyjsciem MJa do Fantagio, często słuchał historii członków, rozmawiał o ich zmartwieniach i grał rolę najstarszego i lidera, więc naturalnie został liderem. 
"Kiedy byłem adeptem działałem z myślą ‚’po prostu zadebiutujmy', ale po debiucie, fani okazali się ogromnym wsparciem. Czytanie ręcznie pisanych listów czy zachęcających wiadomości na fancafe bardzo poprawia samopoczucie. Czytam te listy szczególnie kiedy czuje się zmęczony i zdołowany. "Jesteś świetnym liderem", "trzymaj tak dalej" i "dziękuje ze się urodziłeś" myśle że cieszę się, że zostałem piosenkarzem. Daje radę dzięki miłości od fanów. Pamiętam ten dreszcz emocji w dniu debiutu. Stanęliśmy na windzie i wtedy zrozumiałem. Przeszedł mnie dreszcz kiedy przez nasze odsłuchy usłyszeliśmy skandujących fanów. Prawie się popłakałem zanim się wszystko zaczęło. To był bardzo pamiętny dzień."
Zazwyczaj bardzo rzadko strofuje członków, ale jeśli to robi, zauważa też swoje własne błędy. Zawsze widać, że całe Astro jest wobec siebie jest taktowne i wspierające się nawzajem. W filmie z nagrywania piosenki "Lights On," pokazał swoją profesjonalną i przyjazną stronę ale utrzymując przyjemną atmosferę.

## Aktywność

### Albumy
| Data            | Tytuł albumu                                | Tytuł piosenki                   | Szczegóły                        |
| --------------- | ------------------------------------------- | -------------------------------- | -------------------------------- |
| 23 maja 2018    | FM201.8-05Hz: Like a King                   | Like a King(z Superbee i MyunDo) | prod.Dok2 MV                     |
| 14 czerwca 2019 | ASTRO the 2nd ASTROAD to Seoul [STAR LIGHT] | Mad Max                          | MJ i Rocky też mają tam piosenki |
| 17 stycznia     | Restore                                     | 숨 좀 쉬자 (Just Breath)         | JinJin&Rocky                     |
| 17 stycznia     | Restore                                     | Lazy (z Choi Yoojung z WekiMeki) | JinJin&Rocky                     |
| 17 stycznia     | Restore                                     | Lock down                        | JinJin&Rocky                     |
| 16 maja 2022    | Drive to the Starry Road                    | All Day                          |                                  |

### Pisanie tekstów i komponowanie piosenek
| Rok  | Tytuł piosenki                     | Artysta      | Tytuł albumu                                | Rap | Tekst | Kompozycja | Aranżacja | Perkusja |
| ---- | ---------------------------------- | ------------ | ------------------------------------------- | --- | ----- | ---------- | --------- | -------- |
| 2016 | [wszystkie piosenki]               | ASTRO        | Spring Up!                                  | T   | N     | N          | N         | N        |
| 2016 | [wszystkie piosenki]               | ASTRO        | Summer Vibes                                | T   | N     | N          | N         | N        |
| 2016 | [wszystkie piosenki]               | ASTRO        | Autumn Story                                | T   | N     | N          | N         | N        |
| 2017 | 붙잡았어야 해(Again)               | ASTRO        | Winter Dream                                | T   | N     | N          | N         | N        |
| 2017 | Cotton Candy                       | ASTRO        | Winter Dream                                | T   | N     | N          | N         | N        |
| 2017 | You & Me (Thanks AROHA)            | ASTRO        | Winter Dream                                | T   | T     | N          | N         | N        |
| 2017 | [wszystkie piosenki]               | ASTRO        | Dream Pt.01                                 | T   | N     | N          | N         | N        |
| 2017 | 니가 불어와(Crazy Sexy Cool)       | ASTRO        | Dream Pt.02                                 | T   | N     | N          | N         | N        |
| 2017 | Butterfly                          | ASTRO        | Dream Pt.02                                 | T   | N     | N          | N         | N        |
| 2017 | Better With You                    | ASTRO        | Dream Pt.02                                 | T   | N     | N          | N         | N        |
| 2018 | Like a King                        | JinJin       | FM201.8-05Hz: Like a King                   | T   | T     | N          | N         | N        |
| 2018 | 너잖아(Always you)                 | ASTRO        | Rise Up                                     | T   | T     | N          | N         | N        |
| 2018 | 너의 뒤에서(By Your Side)          | ASTRO        | Rise Up                                     | T   | T     | N          | N         | N        |
| 2018 | 외친다(Call Out)                   | ASTRO        | Rise Up                                     | T   | T     | N          | N         | N        |
| 2018 | 내 곁에 있어줘(Stay with me)       | ASTRO        | Rise Up                                     | T   | N     | N          | N         | N        |
| 2018 | Real Love                          | ASTRO        | Rise Up                                     | T   | N     | N          | N         | N        |
| 2018 | All I Want                         | ASTRO        | FM201.8: All I want                         | T   | N     | N          | N         | N        |
| 2018 | Merry-Go-Round (Christmas Edition) | ASTRO        | Merry-Go-Round (Christmas Edition)          | T   | T     | N          | N         | N        |
| 2019 | Starry Sky                         | ASTRO        | All Light                                   | T   | N     | N          | N         | N        |
| 2019 | All Night(전화해)                  | ASTRO        | All Light                                   | T   | N     | N          | N         | N        |
| 2019 | Moonwalk                           | ASTRO        | All Light                                   | T   | N     | N          | N         | N        |
| 2019 | Treasure                           | ASTRO        | All Light                                   | T   | N     | N          | N         | N        |
| 2019 | 1 In A Million                     | ASTRO        | All Light                                   | T   | N     | N          | N         | N        |
| 2019 | Love Wheel                         | ASTRO        | All Light                                   | T   | N     | N          | N         | N        |
| 2019 | Heart Brew Love                    | ASTRO        | All Light                                   | T   | N     | N          | N         | N        |
| 2019 | Merry-Go-Round                     | ASTRO        | All Light                                   | T   | T     | N          | N         | N        |
| 2019 | 피어나(Bloom)                      | ASTRO        | All Light                                   | T   | T     | T          | N         | N        |
| 2019 | Mad Max                            | JinJin       | ASTRO the 2nd ASTROAD to Seoul [STAR LIGHT] | T   | T     | T          | N         | N        |
| 2019 | [wszystkie piosenki]               | ASTRO        | Blue Flame                                  | T   | N     | N          | N         | N        |
| 2020 | ONE&ONLY                           | ASTRO        | ONE&ONLY                                    | T   | T     | T          | N         | N        |
| 2020 | Knock(널 찾아가)                   | ASTRO        | Gateway                                     | T   | N     | N          | N         | N        |
| 2020 | When You Call My Name              | ASTRO        | Gateway                                     | T   | N     | N          | N         | N        |
| 2020 | SOMEBODY LIKE                      | ASTRO        | Gateway                                     | T   | N     | N          | N         | N        |
| 2020 | We Still                           | ASTRO        | Gateway                                     | T   | N     | N          | N         | N        |
| 2020 | 12 Hours                           | ASTRO        | Gateway                                     | T   | N     | N          | N         | N        |
| 2020 | 빛이 돼줄게(Lights On)             | ASTRO        | Gateway                                     | T   | T     | T          | T         | T        |
| 2020 | 아니 그래(No, I don't..)           | ASTRO        | 아니 그래(No, I don't..)                    | T   | T     | N          | N         | N        |
| 2020 | We Still (Be With U)               | ASTRO        | We Still (Be With U)                        | T   | N     | N          | N         | N        |
| 2021 | Dear my universe                   | ASTRO        | All Yours                                   | T   | N     | N          | N         | N        |
| 2021 | Butterfly Effect                   | ASTRO        | All Yours                                   | T   | N     | N          | N         | N        |
| 2021 | ONE                                | ASTRO        | All Yours                                   | T   | N     | N          | N         | N        |
| 2021 | All Good                           | ASTRO        | All Yours                                   | T   | T     | T          | N         | N        |
| 2021 | All Stars                          | ASTRO        | All Yours                                   | T   | N     | N          | N         | N        |
| 2021 | 우리의 계절(Our spring)            | ASTRO        | All Yours                                   | T   | N     | N          | N         | N        |
| 2021 | Stardust                           | ASTRO        | All Yours                                   | T   | N     | N          | N         | N        |
| 2021 | 별비(gemini)                       | ASTRO        | All Yours                                   | T   | N     | N          | N         | N        |
| 2021 | After Midnight                     | ASTRO        | Switch On                                   | T   | N     | N          | N         | N        |
| 2021 | Waterfall                          | ASTRO        | Switch On                                   | T   | T     | N          | N         | N        |
| 2021 | 노을 그림 (Sunset Sky)             | ASTRO        | Switch On                                   | T   | N     | N          | N         | N        |
| 2021 | MY ZONE                            | ASTRO        | Switch On                                   | T   | T     | T          | N         | N        |
| 2021 | Don't Worry                        | ASTRO        | Switch On                                   | T   | N     | N          | N         | N        |
| 2021 | ALIVE                              | ASTRO        | ALIVE                                       | T   | N     | N          | N         | N        |
| 2022 | Villain                            | TRENDZ       | BLUE SET Chapter 1. TRACKS                  | T   | T     | T          | T         | T        |
| 2022 | 숨 좀 쉬자 (Just Breath)           | JinJin&Rocky | Restore                                     | T   | T     | T          | N         | N        |
| 2022 | Lazy (Feat. 최유정 (Weki Meki))    | JinJin&Rocky | Restore                                     | T   | T     | T          | T         | T        |
| 2022 | Lock down                          | JinJin&Rocky | Restore                                     | T   | T     | T          | T         | T        |
| 2022 | Candy Sugar Pop                    | ASTRO        | Drive to the Starry Road                    | T   | T     | N          | N         | N        |
| 2022 | Something Something                | ASTRO        | Drive to the Starry Road                    | T   | N     | N          | N         | N        |
| 2022 | More                               | ASTRO        | Drive to the Starry Road                    | T   | T     | T          | T         | T        |
| 2022 | 하늘빛 (Light the sky)             | ASTRO        | Drive to the Starry Road                    | T   | N     | N          | N         | N        |
| 2022 | All Day                            | ASTRO        | Drive to the Starry Road                    | T   | T     | T          | T         | T        |
| 2022 | 밤하늘의 별처럼 (Like stars)       | ASTRO        | Drive to the Starry Road                    | T   | N     | N          | N         | N        |

### Telewizja i reality show
| Data                                | Nazwa stacji | Nazwa programu            | Szczegóły                                                                  |
| ----------------------------------- | ------------ | ------------------------- | -------------------------------------------------------------------------- |
| 4 grudnia 2012                      | EBS          | Documentary Prime         | [ e ]                                                                      |
| 2016                                | Mnet         | SHOW ME THE MONEY 5       | [ 6 ]                                                                      |
| 26 listopada 2018 – 7 stycznia 2019 | tvN Asia     | Wok the World             | [ f ] [ 7 ]                                                                |
| 18 maja – 22 czerwca 2019           | Celuv TV     | Go Together, Travel Alone | razem z Tony Ahnem, Han Seung-yeonem, MJ-em i Kim So-hye                   |
| 17 lipca 2019                       | OGN          | Game Dolympics            | [ 10 ] [ 11 ]                                                              |
| 19 – 26 grudnia 2021                | INSSA OPPA   | X: Endline, new beginning | razem z Moonbinem, Rockym, Yoon Sanhą i Minhyukiem i Hyungwonem z Monsta X |
| 9 lutego – 16 marca 2022            | INSSA OPPA   | INSSA IDOL: ASTRO HOSTEL  | razem z Moonbinem i Yoon Sanhą                                             |
| 5 czerwca – 19 czerwca 2022         | INSSA OPPA   | X: New World              | razem z Rockym                                                             |
| 3 września – 17 września 2022       | Channel A    | City Fisherman            | z Moonbinem (3.09, 10.09, 17.09                                            |

### Dramy
| Rok  | Rodzaj    | Nazwa stacji  | Tytuł dramy             | Rola        | Aktywność   | Szczegóły     |
| ---- | --------- | ------------- | ----------------------- | ----------- | ----------- | ------------- |
| 2015 | Web Drama | MBC           | To be Continued         | jako on sam | rola główna | [ 27 ] [ 28 ] |
| 2016 | Web Drama | Naver TV Cast | My Romantic Some Recipe | jako on sam | cameo       | 6 odcinek     |
| 2017 | Web Drama | Oksusu        | Sweet Revenge           | jako on sam | cameo       |               |
| 2019 | Web Drama |               | Soul Plate              | anioł Ariel | rola główna | [ 29 ] [ 30 ] |

### Radio
| Rok  | Nazwa stacji | Nazwa programu  | Szczegóły                                                     |
| ---- | ------------ | --------------- | ------------------------------------------------------------- |
| 2022 | KBS Cool FM  | STATION Z       | DJ (19 lutego 2022)                                           |
| 2022 | NOW.         | Jaechan's Dream | gość (28 września 2022)                                       |
| 2022 | NOW.         | Jaechan's Dream | regularny gość w każdy wtorek (4 października 2022 – obecnie) |

### Podcasty
| Data                      | Nazwa stacji          | Nazwa programu         | Szczegóły                                                                           |
| ------------------------- | --------------------- | ---------------------- | ----------------------------------------------------------------------------------- |
| 20 października 2020      | DIVE Studios Podcasts | Eric Nam's Daebak Show | [ 32 ]                                                                              |
| 17 marca – 2 czerwca 2021 | DIVE Studios Podcasts | UNBOXING               | [ 33 ] [ 34 ] [ 35 ] [ 36 ] [ 37 ] [ 38 ] [ 39 ] [ 40 ] [ 41 ] [ 42 ] [ 43 ] [ 44 ] |

### Sesje zdjęciowe
| Rok  | Czasopismo   | Wydanie   | Szczegóły        |
| ---- | ------------ | --------- | ---------------- |
| 2022 | Men's Health | czerwcowe | model na okładkę |